# ACPI

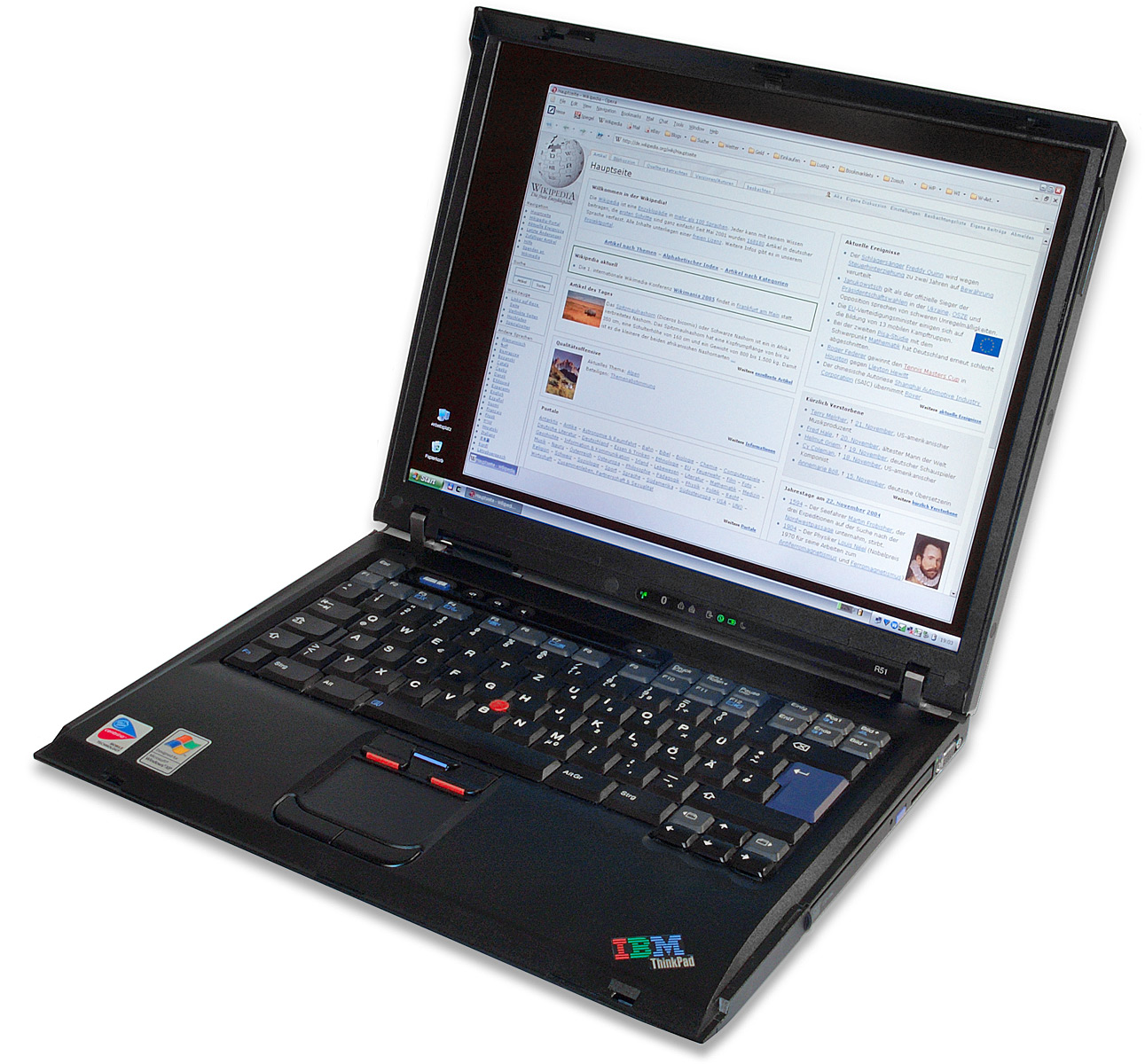
Com o gerenciamento de energia, computadores portáteis podem ficar ligados mais tempo fora da tomada

Em computação, a especificação Advanced Configuration and Power Interface (ACPI), em português Interface Avançada de Configuração e Energia fornece um padrão aberto para a configuração de dispositivos e gerenciamento de energia pelo sistema operacional.
Lançada primeiramente em dezembro de 1996, a ACPI define interfaces independente de plataforma para a descoberta de hardware, configuração, gerenciamento de energia e monitoramento. Ela visava substituir a Advanced Power Management, a MultiProcessor Specification e a especificação BIOS Plug and Play. O padrão trouxe o gerenciamento de energia sob o controle do sistema operacional, como o oposto do sistema anterior centralizado na BIOS, o qual dependia de firmware específico da plataforma para determinar as políticas de gerenciamento de energia e configuração. A especificação é central para o Operating System-directed configuration and Power Management (OSPM), um sistema que implementa a ACPI e que remove as responsabilidades de gerenciamento de dispositivo das interfaces de firmware legadas.
Intel, Microsoft e Toshiba originalmente desenvolveram o padrão. A HP e a Phoenix também participaram mais tarde. Como a tecnologia ACPI ganhou adoção mais ampla com muitos sistemas operacionais e arquiteturas de processadores, o desejo de melhorar o modelo de governança da especificação aumentou significativamente. Em outubro de 2013 os desenvolvedores originais do padrão ACPI concordaram em transferir todos os ativos para o UEFI Forum, onde todo o desenvolvimento futuro terá lugar. A última versão da norma é a "Revisão 6.0", que foi publicada pelo UEFI Forum em abril de 2015.
ACPI tem como objetivo consolidar e melhorar a alimentação existentes e os padrões de configuração para os dispositivos de hardware, fornecendo uma transição a partir de padrões estabelecidos em hardware compatíveis completamente com ACPI, fazendo com que alguns  sistemas operacionais removam o suporte ACPI de hardwares.

## Definições

### Estados de energia globais
G3Mechanical Off (desligado mecanicamente).
G2Soft Off (desligado por software) — existe uma corrente elétrica mínima e não é seguro desmontar o equipamento; também denominado S5.
G1Sleeping (literalmente, "dormindo") — o computador parece desligado mas quando ele "acorda" (wake) o sistema operacional não precisa ser reiniciado.
G0Working (funcionando) — apesar de o computador estar ligado, os periféricos podem estar em estados variáveis de conservação de energia.

### Estados dentro desleeping
As especificações da ACPI não dão nome aos seguintes estados, de forma que vários nomes são usados para a mesma coisa, e às vezes um mesmo nome é usado em sentidos diversos.
S1Baixa conservação de energia, sem perda do contexto em que a unidade central de processamento (CPU) está trabalhando. Pouco comum.
S2Semelhante ao S1, mas o contexto da CPU é perdido, e o sistema operacional é responsável por restabelecer esse contexto quando a máquina "acordar". Pouco comum.
S3A memória RAM continua recebendo energia, mas não a CPU e o cache de memória; quando o sistema "acorda", a informação armazenada na RAM é utilizada para restabelecer o estado prévio. No Windows isso é chamado de "modo de espera", em outras situações de "suspender para a RAM".
S4Nem a memória RAM recebe energia; quando o computador "acorda", o estado prévio é recuperado através de informações armazenadas no disco rígido. Conhecido como "hibernar" no Windows e "Suspender para o disco" em outros sistemas operacionais.

### Estados de energia dos dispositivos
D3Off (desligado).
D2-1Estados intermediários; especificação depende do tipo de dispositivo.
D0Fully-On (ligado).

### Estados de energia do processador
C0Processando informações
C1-3Inativo, mas reativados no caso de instruções, com latência progressivamante maior.

### Estados de desempenho
Para dispositivos em D0 e processadores em C0, é possível especificar dois ou mais níveis de consumo de energia sendo P0 o estado de maior consumo. No caso dos processadores, a Intel chama essa tecnologia de SpeedStep e a AMD de Cool'n'Quiet.